# Насау-Хадамар
Насау-Хадамар (на немски: Haus Nassau-Hadamar) е линия на Дом Насау в Хесен. Създава се през 1303 г. от Отонската главна линия на род Дом Насау. Старата линия на графовете на Насау-Хадамар същетвува от 1303 до 1394 г. Младата линия съществува от 1607 до 1711 г. и през 1652 г. получава наследствената титла княз.
Първият граф на е Емих I, вторият син на граф Ото I от Насау и Елизабет фон Лайнинген-Ландек. На 18 декември 1320 г. той се мести от резиденцията си в „долния дворец“ при Дридорф в дворец Хадамар.

- Дворец Дридорф
- Дворец Хадамар

## Регенти
1. Емих I (1303 – 7 юли 1334)
  1. Йохан (1334 – 1365), син на Емих I
    1. Хайнрих (1365 – 1368), син на Йохан
    2. Емих III (1365 – 1394), син на Йохан (управлява под опекунство)

  2. Емих II (сърегент 1345 – 1 март 1359), син на Емих I.

Графството Насау-Хадамар попада през 1368 г., след смъртта на Хайнрих, под опекунското управление чрез Насау-Зоненберг и от 1405 г. разделено между Насау-Диленбург (една трета), и Катценелнбоген (две трети).

## Насау-Хадамар (млада линия)
- Йохан Лудвиг фон Насау-Хадамар (1620 – 1653), става княз 1650
- Мориц Хайнрих фон Насау-Хадамар (1653 – 1679)
- Франц Александер фон Насау-Хадамар (1679 – 1711)
  - Опекунство чрез Франц Бернхарт фон Насау-Хадамар (1679 – 1694)
  - Разделяне помежду други отонски-насауски домове (1712 – 1742)
- Вилхелм Хиацинт фон Насау-Зиген (1742 – 1743)
  - Насау-Хадамар попада целият на Орания-Насау.